# 亮叶忍冬
亮叶忍冬（学名：Lonicera ligustrina sp. yunnanensis）为忍冬科忍冬属下的一个亚种。